# Rhadinaea taeniata
Espèce
Synonymes
- Dromicus taeniatus Peters, 1863
- Rhadinaea aemula Bailey, 1940

Statut de conservation UICN

 LC  : Préoccupation mineure
Rhadinaea taeniata  est une espèce de serpents de la famille des Dipsadidae.

## Répartition
Cette espèce est endémique du Mexique. Elle se rencontre dans les États du Jalisco, du Michoacán et du Morelos.

## Liste des sous-espèces
Selon The Reptile Database (30 août 2013) :
- Rhadinaea taeniata aemula Bailey, 1940
- Rhadinaea taeniata taeniata (Peters, 1863)

## Publications originales
- Bailey, 1940 : The mexican snakes of the genus Rhadinaea. Occasional Papers of the Museum of Zoology, University of Michigan, no 412, p. 1-19 (texte intégral).
- Peters, 1863 : Über einige neue oder weniger bekannte Schlangenarten des zoologischen Museums zu Berlin. Monatsberichte der Königlich Preussischen Akademie der Wissenschaften zu Berlin, vol. 1863, p. 272-289 (texte intégral).